# Constantin Carathéodory
Constantin Carathéodory (grekiska: Κωνσταντίνος Καραθεοδωρή), född 13 september 1873, död 2 februari 1950, var en grekisk matematiker som gjorde betydande bidrag inom reell- och komplex analys, variationskalkyl och måtteori.

## Ursprung och studier
Constanin Carathéodory föddes i Berlin, av grekiska föräldrar. Han växte upp i Bryssel, där hans far var ambassadör för Osmanska riket. Två gånger under sin uppväxt fick han ett pris för den bästa matematikeleven i Belgien.
Från 1891 till 1895 studerade Carathéodory till militäringenjör vid École Militaire de Belgique, och mellan 1893 och 1896 även vid École d'Application. 1897 bröt krig ut mellan Grekland och Turkiet, vilket besvärade Carathéodory då han var av grekiskt ursprung medan hans far var anställd av det Osmanska riket. Carathéodory tog anställning vid British colonial service och åkte till Egypten för att arbeta på Asyutdammen. Det hände att det var översvämningar så att arbetet på dammen var tvungen att ta avbrott, då Carathéodory studerade matematikböcker hade med sig, bland annat Camille Jordans Cours d'Analyse. Han besökte även Cheopspyramiden som han mätte; dessa mått publicerades 1901. Han skrev även en bok om Egyptens historia och geografi.
När han kom tillbaka från Egypten 1900 påbörjade han studier vid Humboldt-Universität zu Berlin och 1902–1904 doktorerade han vid Göttingens universitet under Hermann Minkowski. 1908–1920 hade han diverse lärartjänster i Bonn, Hannover, Breslau, Berlin och Göttingen.

## Resultat
Bland de begrepp som tillskrivs Carathéodory är en av de mest kända begreppet yttre mått. Han formulerade även Carathéodorys förmodan.
1909 publicerade Carathéodory en artikel om axiomatisk termodynamik, som hyllades av Max Planck och Max Born.